# Jukio Hatojama
Jukio Hatojama (japonsky 鳩山 由紀夫 - Hatojama Jukio, 11. února 1947) je japonský politik a předseda Demokratické strany Japonska (DPJ). V letech 2009–2010 byl necelý rok premiérem Japonska. Ve funkci jej nahradil Naoto Kan.

## Rodina a vzdělání
Pochází z prominentní japonské rodiny Hatojama, který bývá přirovnávána k americké rodině Kennedyových. Jeho pradědeček byl předsedou dolní komory parlamentu, dědeček byl zakladatelem Liberální strany a premiérem v Japonsku v 50. letech 20. století, otec byl ministrem zahraničních věcí a bratr je poslancem parlamentu za Liberálně-demokratickou stranu (LDP).
Vystudoval Tokijskou univerzitu a získal doktorát Stanfordově univerzitě.

## Politická kariéra
Politickou kariéru zahájil v Liberálně-demokratické straně a členem parlamentu je nepřetržitě od roku 1986. V roce 1993 ze strany odešel a v letech 1993 až 1994 byl zástupcem tajemníka vlády v kabinetu premiéra Morihira Hosokawy.
V září 1996 založil Demokratickou stranu Japonska a stal i jejím spolupředsedou.

### Premiérem Japonska
V roce 2009 vedl stranu do vítězných parlamentních voleb, ve kterých po více než 50 letech porazila vládnoucí LDP a 16. září 2009 se stal premiérem Japonska. Na funkci rezignoval 2. června 2010 poté, co odmítl odsun americké vojenské základny Futenma z ostrova Okinawa, ačkoli s tímto slibem vyhrál parlamentní volby. Hatojama kvůli nesouhlasu se zachováním základny na Okinavě nejprve odvolal ministryni pro záležitosti spotřebitelů Mizuho Fukušimovou z koaliční Sociálnědemokratické strany (SDP). Na protest proti tomu socialisté opustili Hatojamův vládní kabinet partneři a premiéra vyzvali k demisi.
Je ženatý s proslulou operní pěvkyní a má jednoho syna.